# ТЕЦ Gulf NNK
13°14′9″ пн. ш. 101°0′58″ сх. д. / 13.23583° пн. ш. 101.01611° сх. д.
ТЕЦ Gulf NNK — теплоелектроцентраль, яка споруджена у тайській провінції Чачоенгсао в районі Nakhon Nueang Khet (на схід від столиці країни Бангкоку).
У 2013 році на майданчику станції став до ладу парогазовий блок комбінованого циклу номінальною потужністю 114 МВт, в якому дві газові турбіни потужністю по 47 МВт живлять через відповідну кількість котлів-утилізаторів одну парову турбіну з показником у 60 МВт.
Станція отримала довгостроковий контракт на викуп 90 МВт потужності державною електроенергетичною компанією Electric Generating Authority of Thailand (EGAT).
Особливістю теплоелектроцентралі Gulf NNK є те, що вона постачає підприємствам індустріальної зони не пару, а охолоджену воду, яку продукують чотири охолоджувачі, що працюють на парі.
Як паливо станція використовує природний газ (можливо відзначити, що її майданчик знаходиться неподалік від траси трубопроводу Бангпаконг – Вангной).
Видача продукції відбувається по ЛЕП, розрахованій на роботу під напругою 115 кВ.
Проект реалізували через Gulf JP NNK Company Limited, яка належить японській Electric Power Development (також відома як J-POWER) та Gulf Energy Development Public Company (найбільший тайський приватний інвестор в електроенергетику). Первісно їх частки розподілялись як 90 % на 10 %, проте з 2016-го Gulf Energy Development збільшила свою участь до 40 %.